# Leivi
Leivi est une commune italienne de la ville métropolitaine de Gênes, dans la région Ligurie.

## Géographie
La ville est située au pied de Apennin du Nord dans la vallée de Fontanabuona à l'est de Gênes.

### Hameaux
Costaluna, Curlo, Mezzo, San Bartolomeo, San Lorenzo, Solaro

### Communes limitrophes
Carasco, Chiavari, San Colombano Certénoli, Zoagli

## Administration
| Période                                  | Période | Identité | Étiquette | Qualité |
| ---------------------------------------- | ------- | -------- | --------- | ------- |
|                                          |         |          |           |         |
| Les données manquantes sont à compléter. |         |          |           |         |